# پیروتیت
پیروتیت  (به انگلیسی: Pyrrhotite) با فرمول شیمیایی  از مجموعه کانی هاست و جریان الکتریسیته را عبور می‌دهد-درتوده‌های مغناطیسی C دار نیز یافت شده‌است. از واژة یونانی Purrotes به معنای رنگ متمایل به قرمز اقتباس شده‌است. محلول در HCl , HNO3 Fe:۶۳٫۵۳٪ S:۳۶٫۴۷٪ برای اولین بار در رومانی کشف شد و از نظر شکل بلور: قرصی شکل - بی پیرامید کامل -، رنگ: قهوه‌ای - زرد برنزی -قهوه ای، شفافیت: کدر(اپاک)، شکستگی: نامنظم، جلا: فلزی، رخ: ناقص، سیستم تبلور: هگزاگونال و در رده‌بندی سولفور است همچنین خاصیت مغناطیسی پارامغناطیس و منشأ تشکیل آن ماگمایی - هیدروترمال - دگرگونی مجاورتی - متئوریت است.
همایند کانی‌شناسی (پارانژ) آن سختی، خاصیت مغناطیسی، واکنشهای شیمیائی و اشعة Xکالکوپیریت - بورنیت- کالکوپیریت- مارکازیت- پیریت و غیرههاکانالی است
، از نظر ژیزمان بلوری - آگرگات‌های دانه‌ای - توده‌ای تا صفحه‌ای (ورقه‌ای) فراوان است و بیشتر در آلمان شرقی و غربی، یوگسلاوی، رومانی، کانادا یافت می‌شود. همچنین مرکز تحقیقاتی اتمی واقع در شوروی نیز دارای منابع این عنصر است.